# 廖連三
廖連三（?—?），字岳云，福建永定人，清朝政治人物、同進士出身。

## 生平
乾隆十七年（1752年）壬申恩科進士，授仁懷縣知縣。